# Qualificazioni al campionato mondiale femminile di calcio 2019 - UEFA - Fase a gironi, gruppo 2
Il gruppo 2 della sezione UEFA della qualificazioni al campionato mondiale femminile di calcio 2019 è composto da cinque squadre: Svizzera, Scozia, Polonia, Bielorussia e Albania (qualificatasi tramite i preliminari). La composizione dei sette gruppi di qualificazione della sezione UEFA è stata sorteggiata il 19 gennaio 2017.

## Formula
Le cinque squadre si affrontano in un girone all'italiana con partite di andata e ritorno, per un totale di 10 partite. La squadra prima classificata si qualifica direttamente alla fase finale del torneo, mentre la seconda classificata accede ai play-off qualificazione solamente se è tra le prime quattro tra le seconde classificate dei sette gruppi di qualificazione.
In caso di parità di punti tra due o più squadre di uno stesso gruppo, le posizioni in classifica vengono determinate prendendo in considerazione, nell'ordine, i seguenti criteri:
1. maggiore numero di punti negli scontri diretti tra le squadre interessate (classifica avulsa);
2. migliore differenza reti negli scontri diretti tra le squadre interessate (classifica avulsa);
3. maggiore numero di reti segnate negli scontri diretti tra le squadre interessate (classifica avulsa);
4. maggiore numero di reti segnate in trasferta negli scontri diretti tra le squadre interessate (classifica avulsa), valido solo per il turno di qualificazione a gironi;
5. se, dopo aver applicato i criteri dall'1 al 4, ci sono squadre ancora in parità di punti, i criteri dall'1 al 4 si riapplicano alle sole squadre in questione. Se continua a persistere la parità, si procede con i criteri dal 6 all'11;
6. migliore differenza reti;
7. maggiore numero di reti segnate;
8. maggiore numero di reti segnate in trasferta (valido solo per il turno di qualificazione a gironi);
9. tiri di rigore se le due squadre sono a parità di punti al termine dell'ultima giornata (valido solo per il turno preliminare e solo per decidere la qualificazione al turno successivo);
10. classifica del fair play (cartellino rosso = 3 punti, cartellino giallo = 1 punto, espulsione per doppia ammonizione = 3 punti);
11. posizione del ranking UEFA o sorteggio.

## Classifica finale
| Pos | Squadra     | Pt | G | V | N | P | GF | GS | DR  |
| --- | ----------- | -- | - | - | - | - | -- | -- | --- |
| 1.  | Scozia      | 21 | 8 | 7 | 0 | 1 | 19 | 7  | +12 |
| 2.  | Svizzera    | 19 | 8 | 6 | 1 | 1 | 21 | 5  | +16 |
| 3.  | Polonia     | 11 | 8 | 3 | 2 | 3 | 16 | 12 | +4  |
| 4.  | Albania     | 4  | 8 | 1 | 1 | 6 | 6  | 22 | -16 |
| 5.  | Bielorussia | 3  | 8 | 1 | 0 | 7 | 5  | 21 | -16 |

## Risultati
| Arbitro: | Amy Rayner |

|             |           |                                                                 |
| Begolli 81’ | Marcatori | 23’ Brunner 39’ Bachmann 41’ (rig.) Crnogorčević 67’ Dickenmann |

| Arbitro: | Tanja Subotič |

|                                           |           |                 |
| Tarczyńska 14’ Kamczyk 37’ Pajor 42’, 59’ | Marcatori | 44’ Ščerbačenja |

| Arbitro: | Paula Brady |

|           |           |  |
| Šuppo 48’ | Marcatori |  |

| Arbitro: | Eleni Antoniou |

|                             |           |           |
| Bernauer 20’ Dickenmann 39’ | Marcatori | 34’ Pajor |

| Arbitro: | Nelli Stepanyan |

|                |           |                                |
| Kharlanova 25’ | Marcatori | 28’ J. Ross 62’ (aut.) Kozjupa |

| Arbitro: | Dimitrina Milkova |

|                                                               |           |  |
| Begolli 21’ (aut.) Brown 33’ J. Ross 54’ Emslie 56’ Evans 82’ | Marcatori |  |

| Arbitro: | Iuliana Demetrescu |

|          |           |                                        |
| Doçi 78’ | Marcatori | 5’ Sikora 13’ Guściora 37’, 66’ Winczo |

| Arbitro: | Cheryl Foster |

|                                       |           |  |
| Calligaris 17’ Wälti 18’ Reuteler 56’ | Marcatori |  |

| Arbitro: | Petra Pavlikova |

|                                                       |           |              |
| Ismaili 8’, 87’ Bachmann 35’ Kiwic 73’ Calligaris 80’ | Marcatori | 29’ Krasniqi |

| Arbitro: | Olga Zadinová |

|                |           |  |
| Dickenmann 32’ | Marcatori |  |

| Arbitro: | María Dolores Martinez |

|               |           |            |
| Daleszczyk 2’ | Marcatori | 74’ Morina |

| Arbitro: | Kulmala |

|           |           |  |
| Gjini 88’ | Marcatori |  |

| Arbitro: | Riem Hussein |

|                                    |           |  |
| Ness 79’ Emslie 86’ Cuthbert 90+1’ | Marcatori |  |

| Arbitro: | Lois Otte |

|                     |           |               |
| Cuthbert 45+2’, 65’ | Marcatori | 27’ Ol'chovik |

| Arbitro: | Stéphanie Frappart |

|                             |           |                               |
| Jaszek 6’ Howard 66’ (aut.) | Marcatori | 78’ Little 80’ Ross 90’ Evans |

| Arbitro: | Viola Raudziņa |

|  |           |                                                                               |
|  | Marcatori | 5’ (rig.) Crnogorčević 18’, 55’ Dickenmann 34’ (aut.) Karachun 76’ Calligaris |

| Arbitro: | Sara Persson |

|                       |           |               |
| Cuthbert 2’ Little 6’ | Marcatori | 7’ Dickenmann |

| Arbitro: | Ainara Andrea Acevedo Dudley |

|                |           |                                       |
| Shlapakova 53’ | Marcatori | 45’ Winczo 47’, 86’ Pajor 56’ Kamczyk |

| Mielec 4 settembre 2018, ore 17:00 CEST | Polonia         | 0 – 0 referto | Svizzera | Stadio Stali Mielec (5 128 spett.)\| Arbitro: \| Ivana Martinčić \| |
| Arbitro:                                | Ivana Martinčić |               |          |                                                                     |

| Arbitro: | Barbara Poxhofer |

|          |           |                    |
| Doçi 45’ | Marcatori | 9’ Little 68’ Ross |

## Statistiche

### Classifica marcatrici
6 reti
- Lara Dickenmann

5 reti
- Ewa Pajor

4 reti
- Erin Cuthbert
- Jane Ross

3 reti
- Agnieszka Winczo

- Kim Little

- Viola Calligaris

2 reti
- Megi Doçi
- Ewelina Kamczyk
- Claire Emslie

- Lisa Evans
- Ramona Bachmann

- Ana-Maria Crnogorčević (2 rig.)
- Florijana Ismaili

1 rete
- Lavdie Begolli
- Luçije Gjini
- Qendresa Krasniqi
- Geldona Morina
- Anastasija Kharlanova
- Karina Ol'chovik
- Anastasija Ščerbačenja

- Anastasia Shlapakova
- Anastasija Šuppo
- Katarzyna Daleszczyk
- Agata Guściora
- Dżesika Jaszek
- Aleksandra Sikora
- Agata Tarczyńska

- Fiona Brown
- Zoe Ness
- Vanessa Bernauer
- Jana Brunner
- Rahel Kiwic
- Géraldine Reuteler
- Lia Wälti

Autoreti
- Lavdie Begolli (1 pro Scozia)
- Valeria Karachun (1 pro Svizzera)

- Anna Kozjupa (1 pro Scozia)

- Sophie Howard (1 pro Polonia)